# 劉榮嗣
劉榮嗣（1570年—1638年），字敬仲，號簡齋，別號半舫，直隸曲周县（今屬河北省）人。明朝政治人物。

## 生平
萬曆四十三年（1615年）乙卯科順天府鄉試舉人，四十四年（1616年）丙辰科進士，初授戶部主事。調吏部驗封司主事，歷吏部考功司、文選司、稽勳司郎中等職，天啓元年給假回鄉。天啓六年升山東布政使司參政，捕殺白蓮教首領黃步雲等百餘人。七年升按察使，加右布政使，崇祯元年升本省左布政使，三年升光禄寺卿，五年升順天府府尹、户部右侍郎，崇祯六年（1633年）升工部尚書、兼都察院右副都御史、总督河道。用霍維華之议，起宿迁至徐州别凿新河，分黄河水，以通漕运。崇祯八年（1635年），費金錢五十餘萬，工程未成，被劾下狱論死。崇禎十一年（1638年）方得釋放，卒於歸旅。

## 著作
有《半舫集》。

## 家族
曾祖劉昺。祖父劉賢，吏目。父劉選，太學生。